# Université de Varsovie
L'université de Varsovie (en polonais : Uniwersytet Warszawski, en latin : Universitas Varsoviensis) est une université publique polonaise fondée en 1816. Elle possède vingt-et-une facultés, plus de vingt unités de recherches et elle forme chaque année plus de 42 500 étudiants. C'est actuellement la plus grande université polonaise et l’une de meilleures grandes écoles du pays.

## Histoire

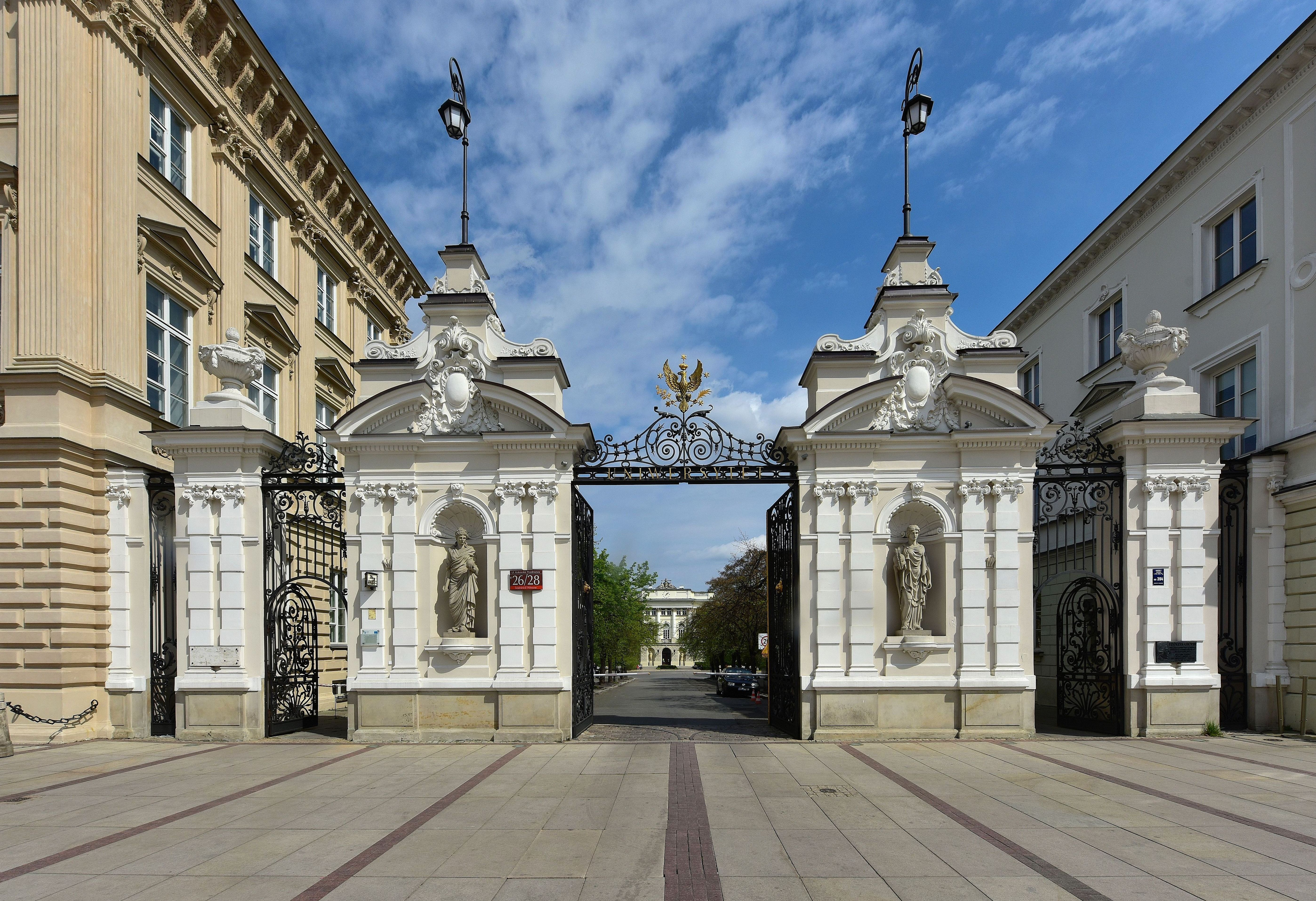
Portail de l'université de Varsovie.

### Université Royale de Varsovie (1816-1831)
Le début de l'université de Varsovie remonte à la création de l'université royale de Varsovie (Królewski Uniwersytet Warszawski), fondée le 19 novembre 1816 par le Ministère des Cultes et de l'Instruction publique, qui poursuit, après le congrès de Vienne, l'activité du Conseil de l'Instruction Publique du Duché de Varsovie. Après la chute de Napoléon, le Duché de Varsovie est transformé en Royaume du Congrès et le tsar Alexandre Ier devient roi de Pologne en 1815. Stanisław Kostka Potocki, l'ancien président du Conseil de l'Instruction est nommé ministre et continue dans sa nouvelle fonction de développer le réseau scolaire polonais. Les partitions de la Pologne ont aliéné Varsovie de l’université Jagellonne, la plus ancienne et la plus importante université polonaise qui se trouve désormais sous l'occupation autrichienne. Dans ce contexte, Stanisław Kostka Potocki et Stanisław Staszic, président de la Société des Amis des sciences, proposent au tsar de fonder une nouvelle université sur la base des deux institutions déjà créées sous le Duché de Varsovie : l'École de Droit et l'École de Médecine. La nouvelle institution est officiellement inaugurée le 14 mai 1818. Elle a cinq facultés : droit et administration, médecine, théologie, philosophie, humanités, auxquelles s'ajoute un peu plus tard le Conservatoire de musique où Frédéric Chopin étudie à partir de 1826. Avec l'université est née sa bibliothèque, dont le premier directeur est Samuel Linde, et son proche collaborateur, Joachim Lelewel. 

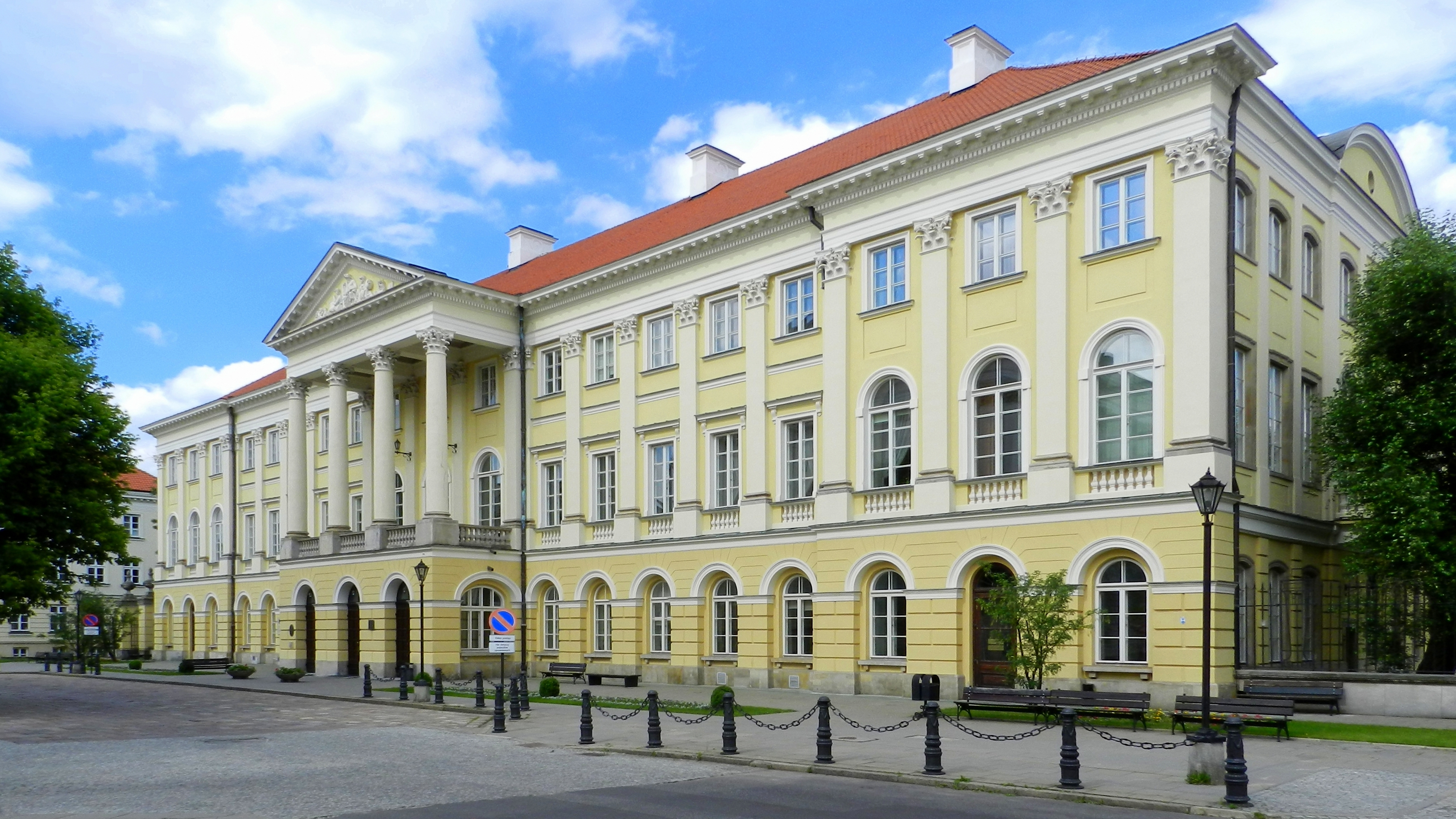
Palais de Kazimierz, rectorat de l'université.

C'est le Palais de Kazimierz qui devient le siège de la nouvelle université, retrouvant ainsi l’usage auquel le destinait le dernier roi de Pologne, Stanisław August Poniatowski, quand il y a installé sa célèbre Académie du corps des cadets de la noblesse, la première école publique en Pologne.
Wojciech Szweykowski (pl) devient le premier recteur de l'université.
Parmi les professeurs de cette époque, il convient de noter le poète Kazimierz Brodziński et l'économiste Frédéric Skarbek, dont le principal ouvrage est publié en français en 1829. Cependant, l'université n'a pas de vie longue. L'échec de l'insurrection polonaise contre le tsar en 1831 amène, entre autres mesures répressives, la fermeture de l'université.

### Université impériale de Varsovie (1870–1915)
Après la guerre de Crimée, la Russie connait une période de libéralisation et une école d'enseignement supérieur est de nouveau autorisée à Varsovie. Elle ouvre en 1857, sous un nom d'Ecole Principale avec les départements de Droit et administration, Histoire et philologie, Mathématiques et physique. Son recteur est  Józef Mianowski (en). Mais cet établissement est rapidement fermé, comme toutes les écoles polonaises, après l'insurrection polonaise de 1863 et le gouvernement du tsar intensifie son programme de russification. Le polonais est aboli comme langue officielle et la langue russe introduite dans les écoles.
Une université est rétablie en 1870, mais c'est une université russe (en russe : Императорский Варшавский Университет), un des éléments de la politique de russification de la Pologne (le gouvernement russe appelle désormais le royaume de Pologne « province de la Vistule »). Durant la Première Guerre mondiale, après l'occupation de Varsovie par les troupes allemandes en 1915, l'université impériale de Varsovie cesse officiellement d'exister.

### Université Józef Piłsudski (1915–1939)
Cependant, les autorités allemandes acceptent de réactiver certaines facultés de l'ancienne université, dont droit, médecine et philosophie. Après quarante-six ans d’interdiction, l’université acquiert de nouveau le droit de dispenser l’enseignement dans la langue polonaise. Józef Brudziński (en) devient le recteur de cette université réactivée. Après le recouvrement de la souveraineté par l'Etat polonais en 1918, l'université devient rapidement la première institution d'enseignement supérieur en Pologne. Vers la fin des années 1920, elle emploie 250 et forme plus de 10 000 étudiants.

### Seconde Guerre mondiale
En 1939, l'université est fermée par l’occupant allemand comme toutes les autres universités polonaises. Ses archives, ses collections, ses laboratoires et ses équipements sont démantelés et transférés en Allemagne tandis que ses locaux sont transformés en caserne pour la gendarmerie. Les études sont interdites et des milliers de professeurs et d'étudiants sont assassinés. Malgré l'interdiction d'instruire la jeunesse polonaise sous peine de mort, les professeurs continuent d’exercer. On estime qu’environ 300 enseignants-chercheurs qui ont survécu à l'Intelligentzaktion et ont continué , malgré la menace, à enseigner clandestinement dans des maisons privées à environ 3 500 étudiants. Ils ont aussi mené des opérations de sauvetage des biens culturels et participé à la lutte armée de la Résistance. Parmi ces hommes exceptionnels, une place à part revient aux historiens de l’art Stanisław Lorentz et Jan Zachwatowicz, aux historiens de la littérature Julian Krzyżanowski et Wacław Borowy, au philosophe Tadeusz Kotarbiński, à l’archéologue Kazimierz Michałowski et aux historiens Tadeusz Manteuffel, Stefan Kieniewicz, Stanisław Herbst et Aleksander Gieysztor. Leur activité est reconnue comme un haut fait de la résistance polonaise.
Pendant l'insurrection de Varsovie en 1944, les trois quarts des bâtiments de l'université ont été détruits.

### Après la guerre
Un an plus tard, l’université renaît et accueille déjà 4 000 étudiants. Dans les années 1960, elle devient un foyer de résistance au régime communiste alors en vigueur en Pologne.

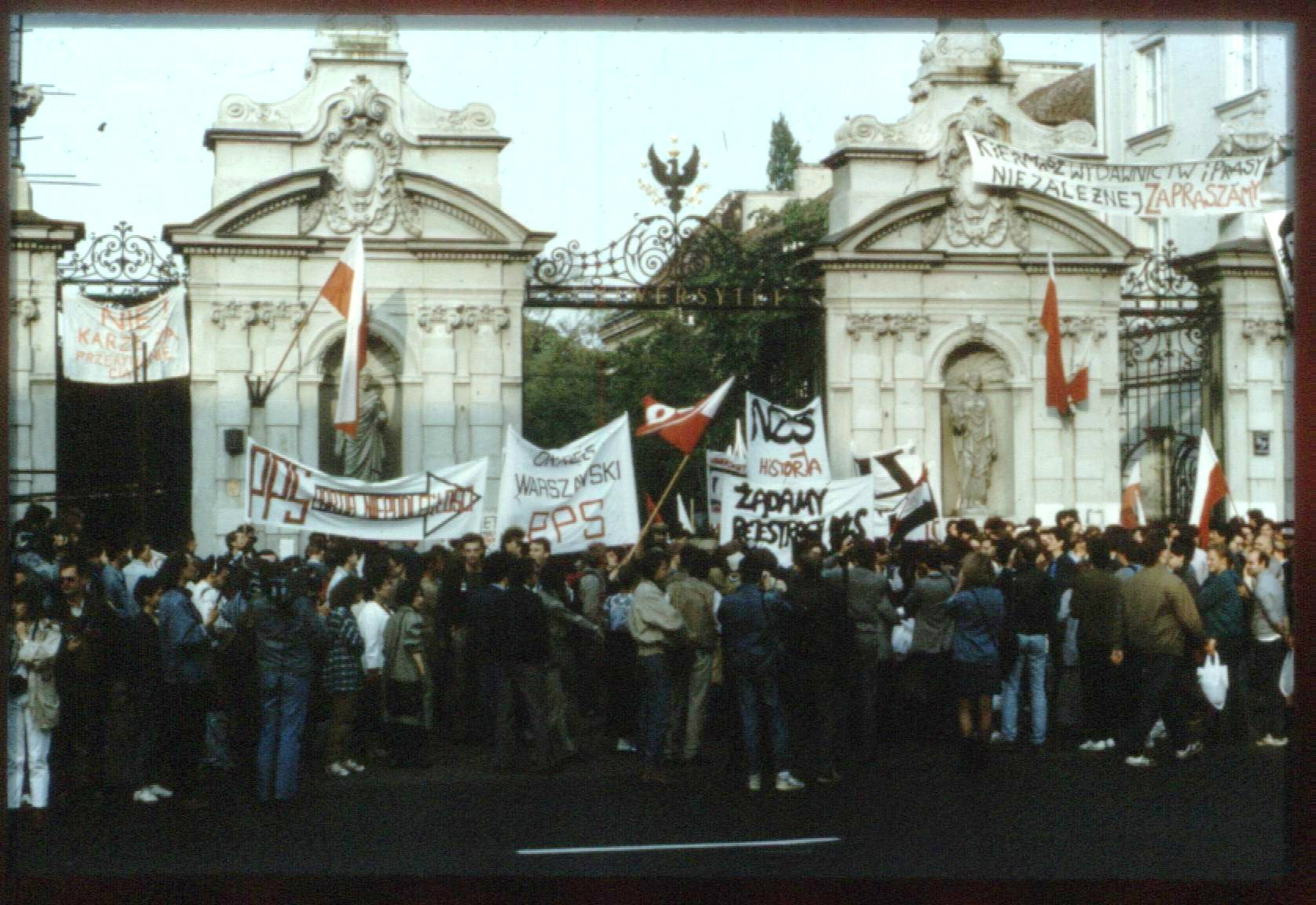
Mai 1988.

L’université de Varsovie possède aujourd’hui 21 facultés couvrant tous les champs du savoir enseignés habituellement dans les universités publiques européennes. Elle se distingue toutefois particulièrement par son activité de recherche en chimie, se positionnant comme l’un des leaders mondiaux dans ce domaine. L'université fait partie des organisations internationales telles que : EUA, Socrates, Erasmus, CIRCEOS.

## Sites de l'université
La vie universitaire se concentre sur trois campus : Principal (campus historique), Campus Ochota et Campus Służewiec, répartis dans différents quartiers de Varsovie. Le siège historique de l'université est situé au cœur de Varsovie, au 26/28 rue Krakowskie Przedmieście et ses bâtiments du XVIIe siècle occupent une place de choix parmi les incontournables de Varsovie. Le Campus principal et ses environs abritent principalement les facultés des sciences humaines et sociales. Au tournant du XXIe siècle, une nouvelle Bibliothèque universitaire a été construite à proximité de ce campus. Ses nouvelles installations sont non seulement modernes et fonctionnelles, mais aussi innovantes sur le plan architectural.
Le campus à Ochota abrite des unités de recherche interdisciplinaire dans les domaines de la médecine, la protection de l'environnement, l'industrie, etc. Elles développent également de nouveaux matériaux : des ligands, composés chimiques qui trouvent des applications en pharmacie, science des matériaux et nanotechnologies. Le campus s'est récemment doté de nouveaux laboratoires de pointe.
Le campus à Służewiec abrite la faculté d'administration, une partie de la faculté de linguistique appliquée et un complexe des résidences universitaires.

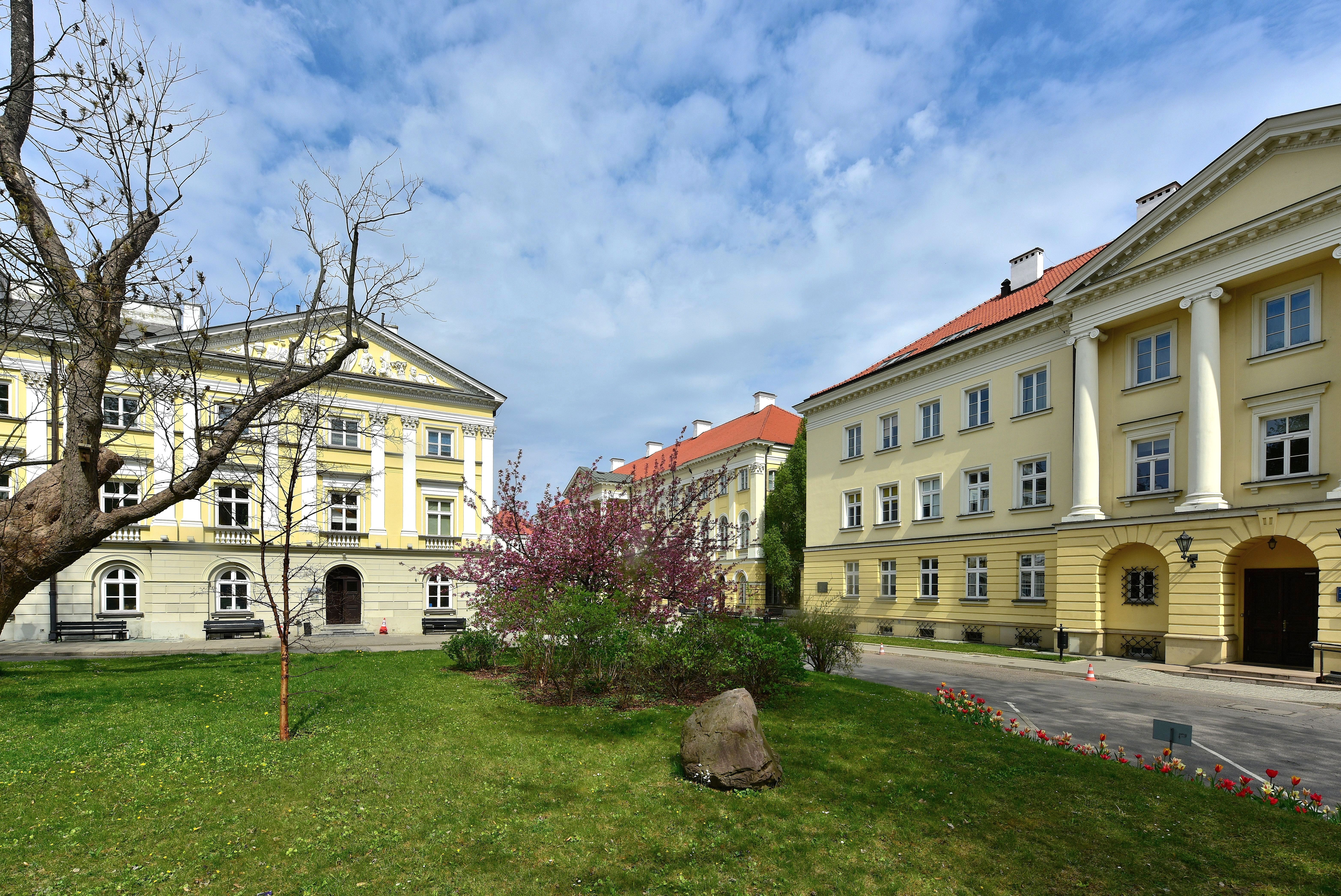
Campus principal, vue sur la palais de Kazimierz.
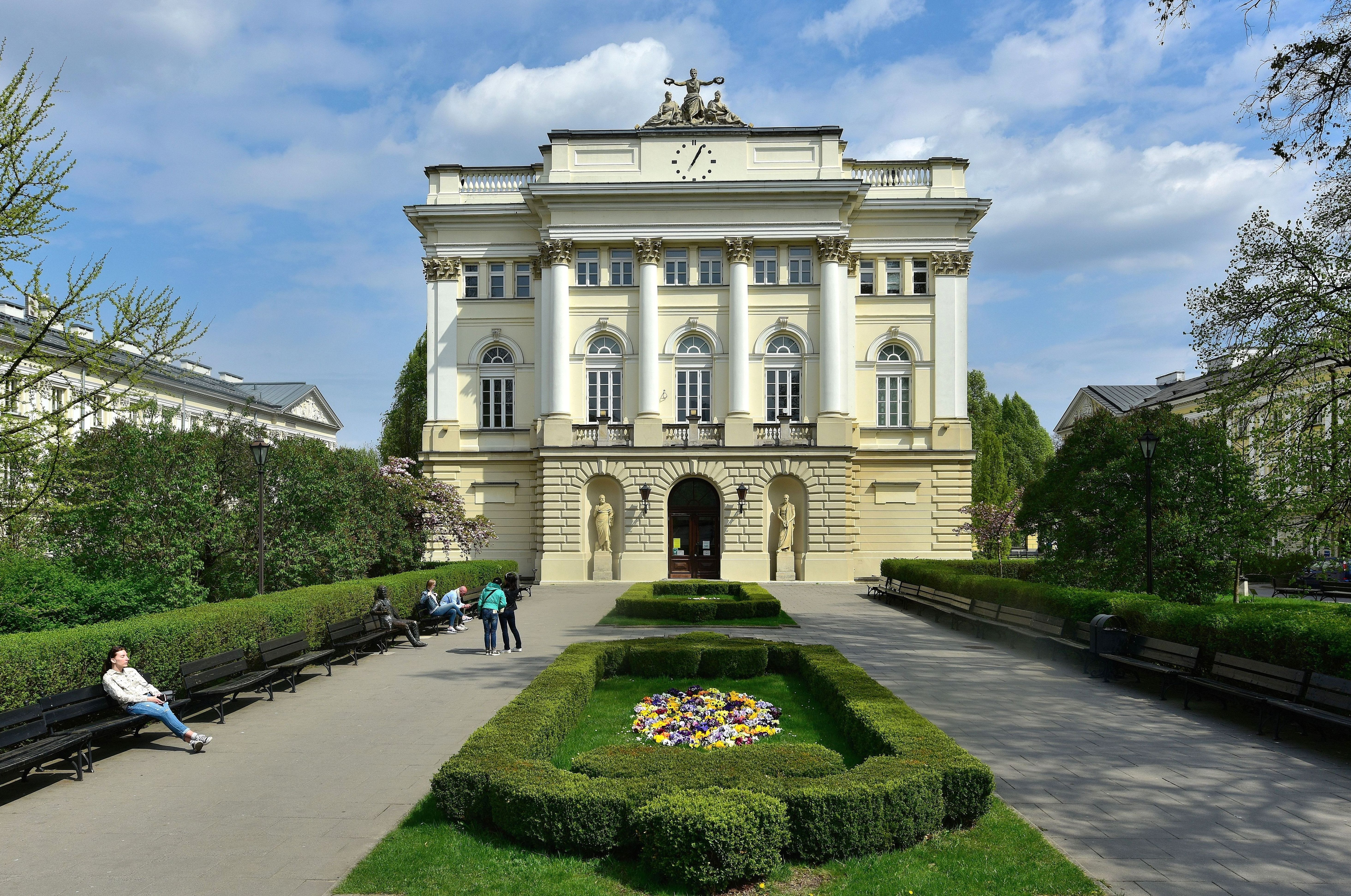
Campus principal, bâtiment de l'ancienne bibliothèque de l'université.
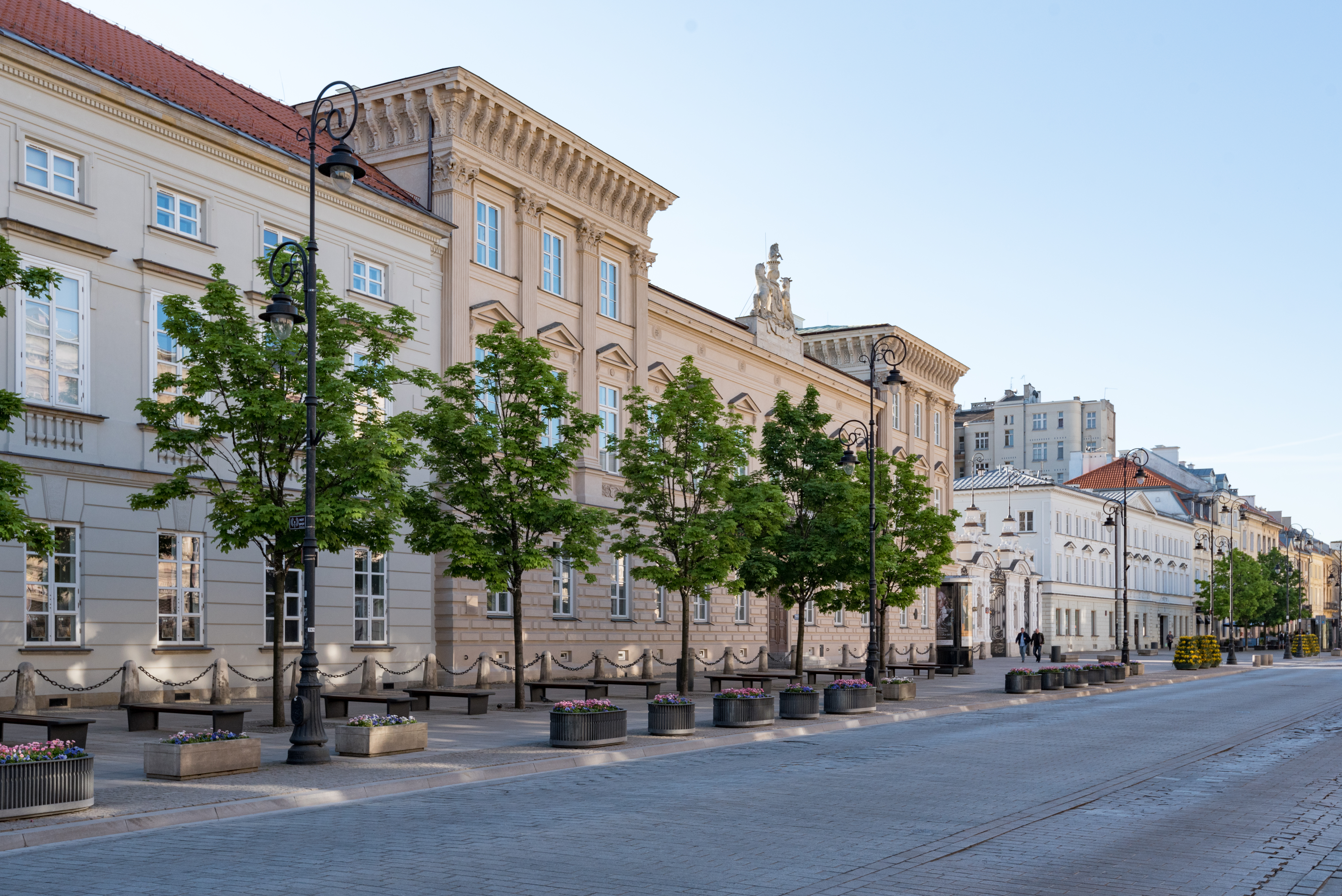
Campus principal, faculté de géographie dans le palais Urski.
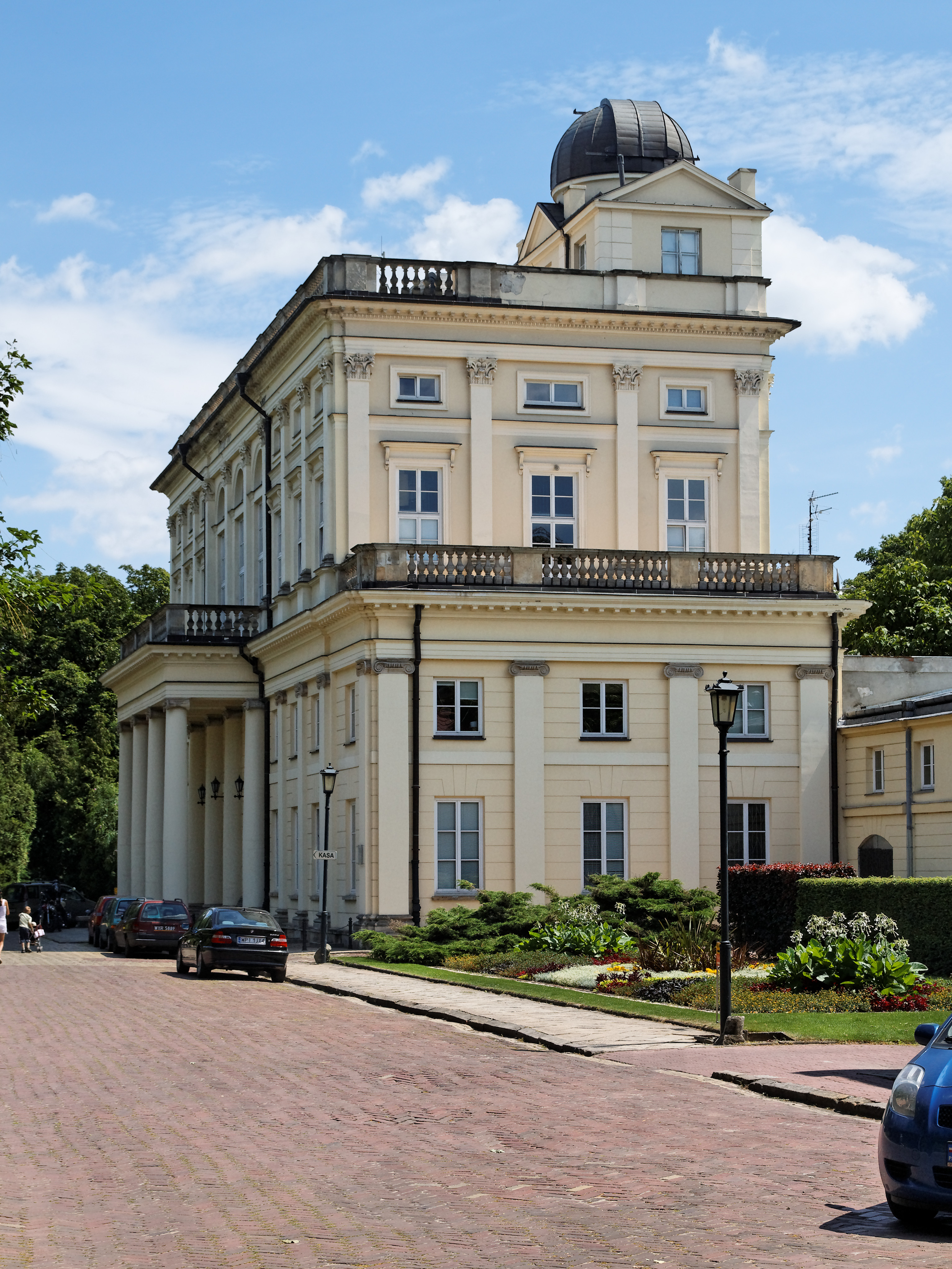
Campus principal, Faculté de physique.
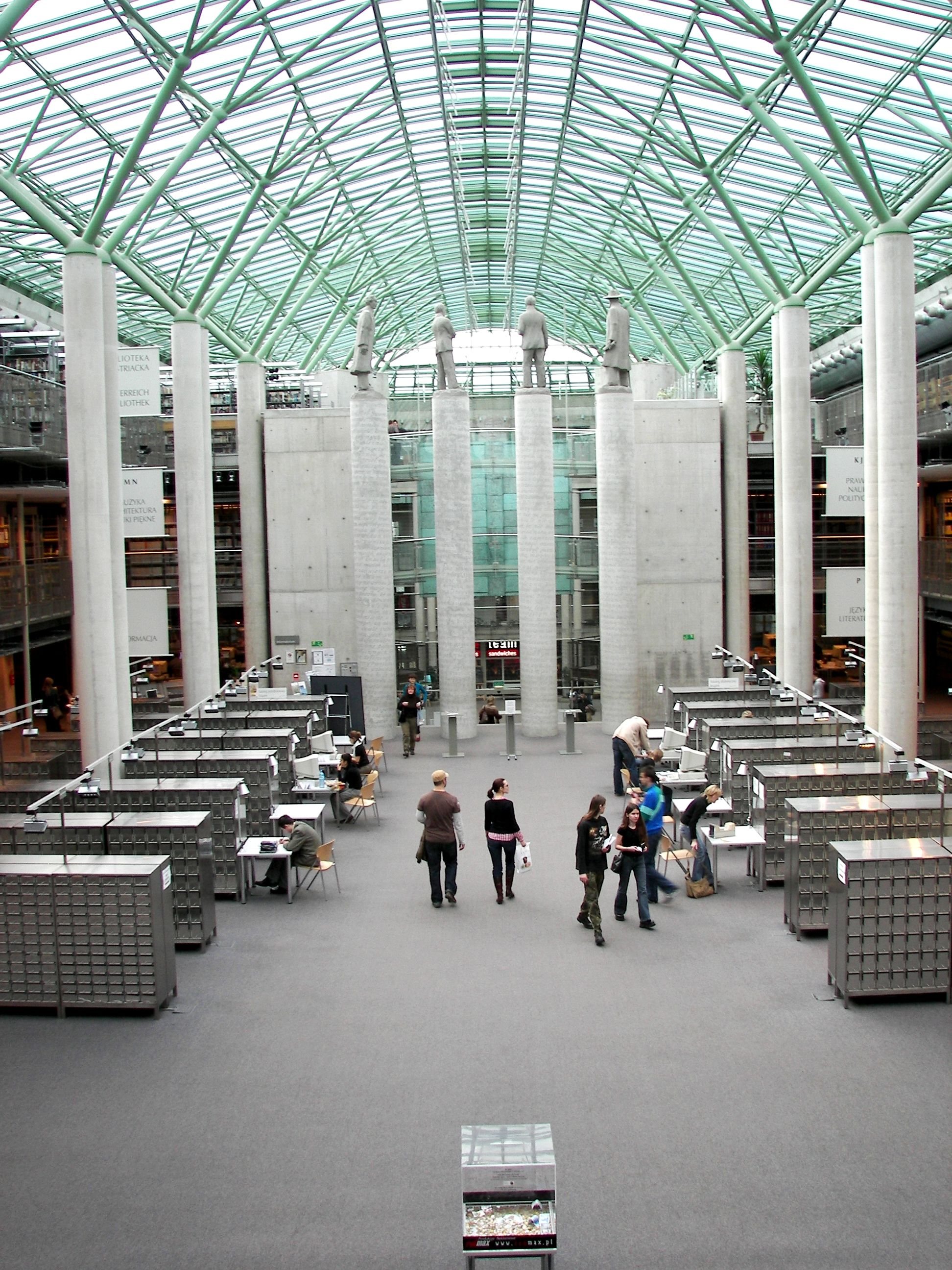
Bibliothèque de l'université de Varsovie.
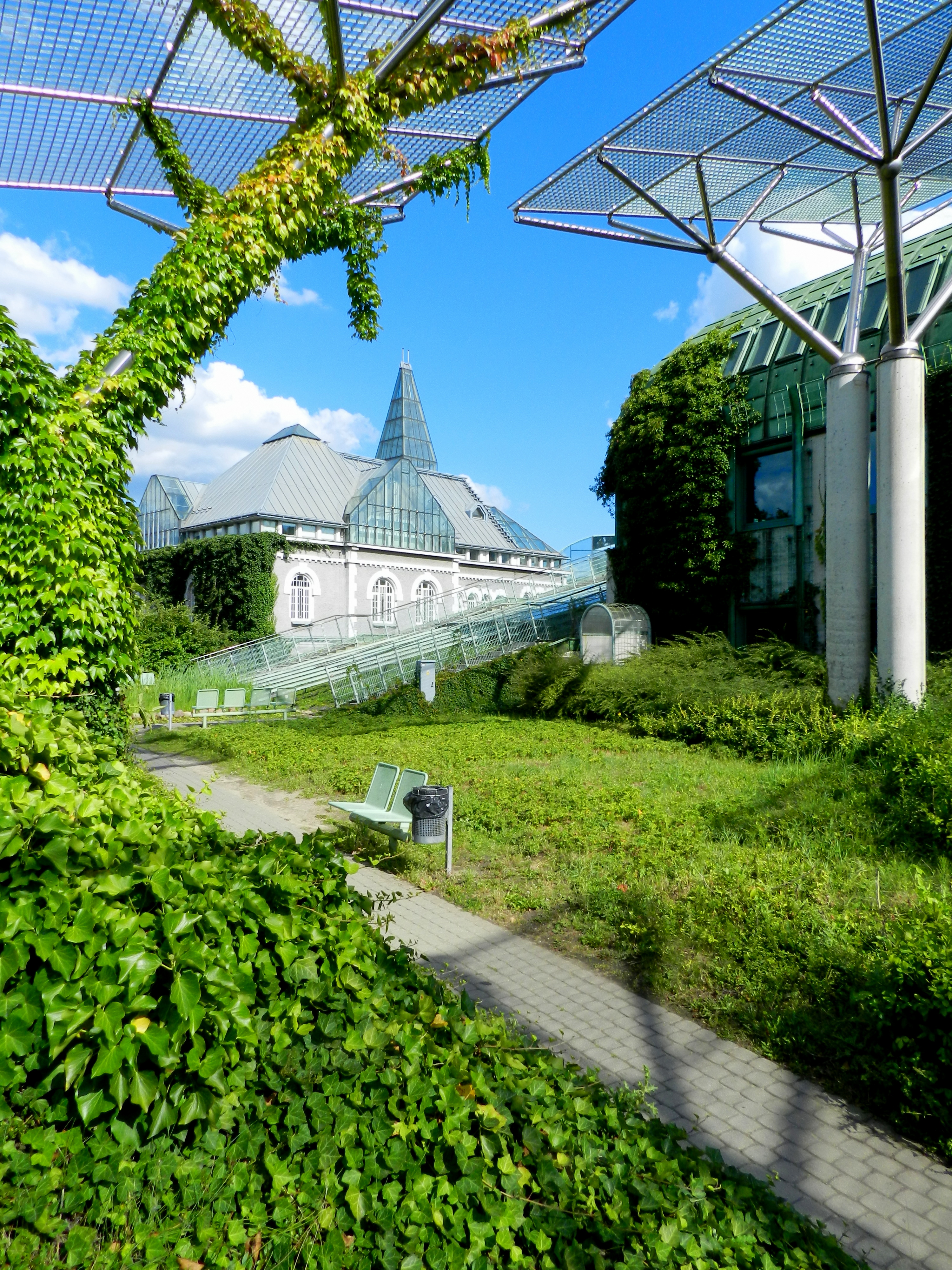
Jardins suspendus de la Bibliothèque de l'université de Varsovie.
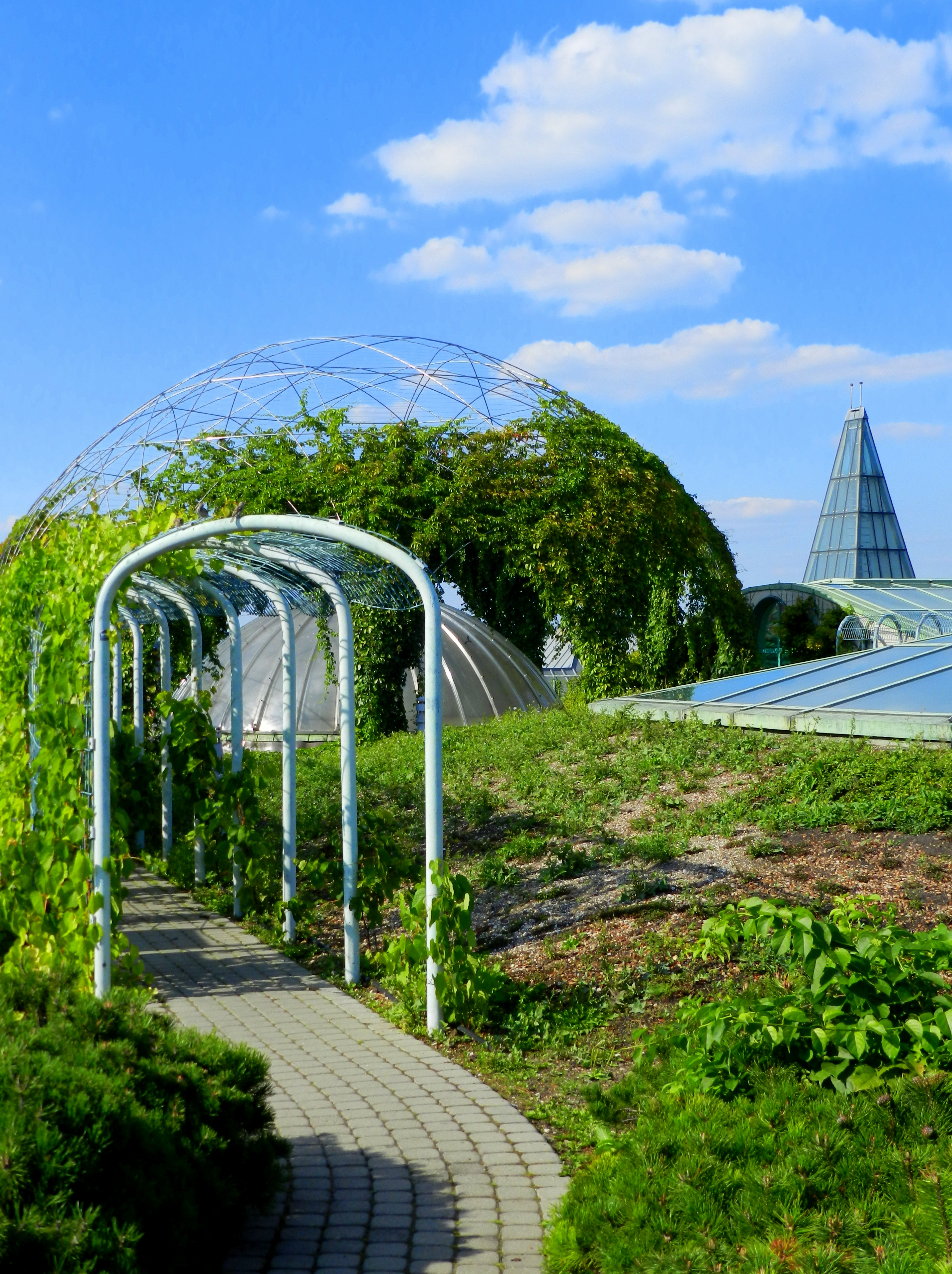
Jardins suspendus de la Bibliothèque de l'université de Varsovie.
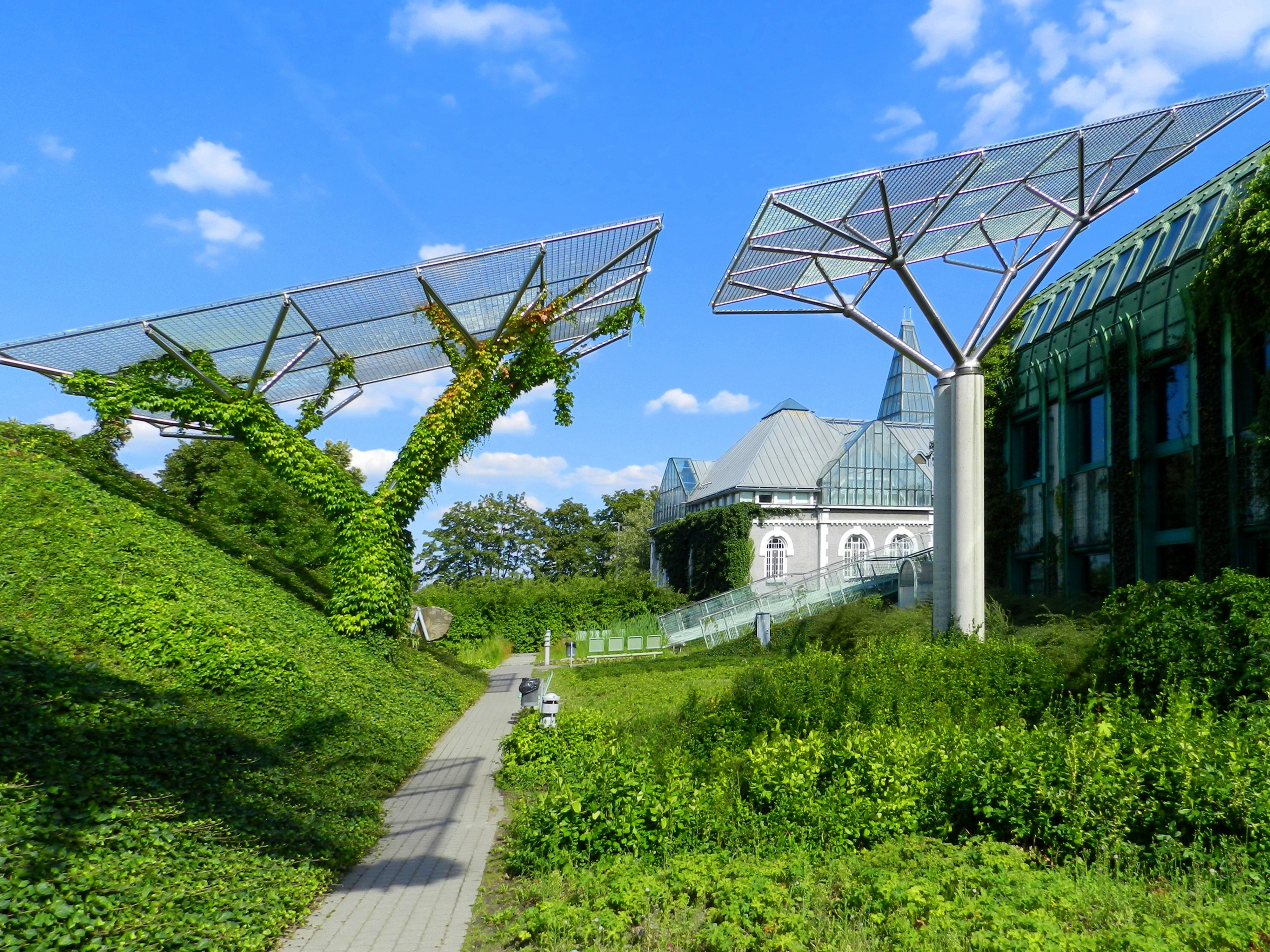
Jardins suspendus de la Bibliothèque de l'université de Varsovie.
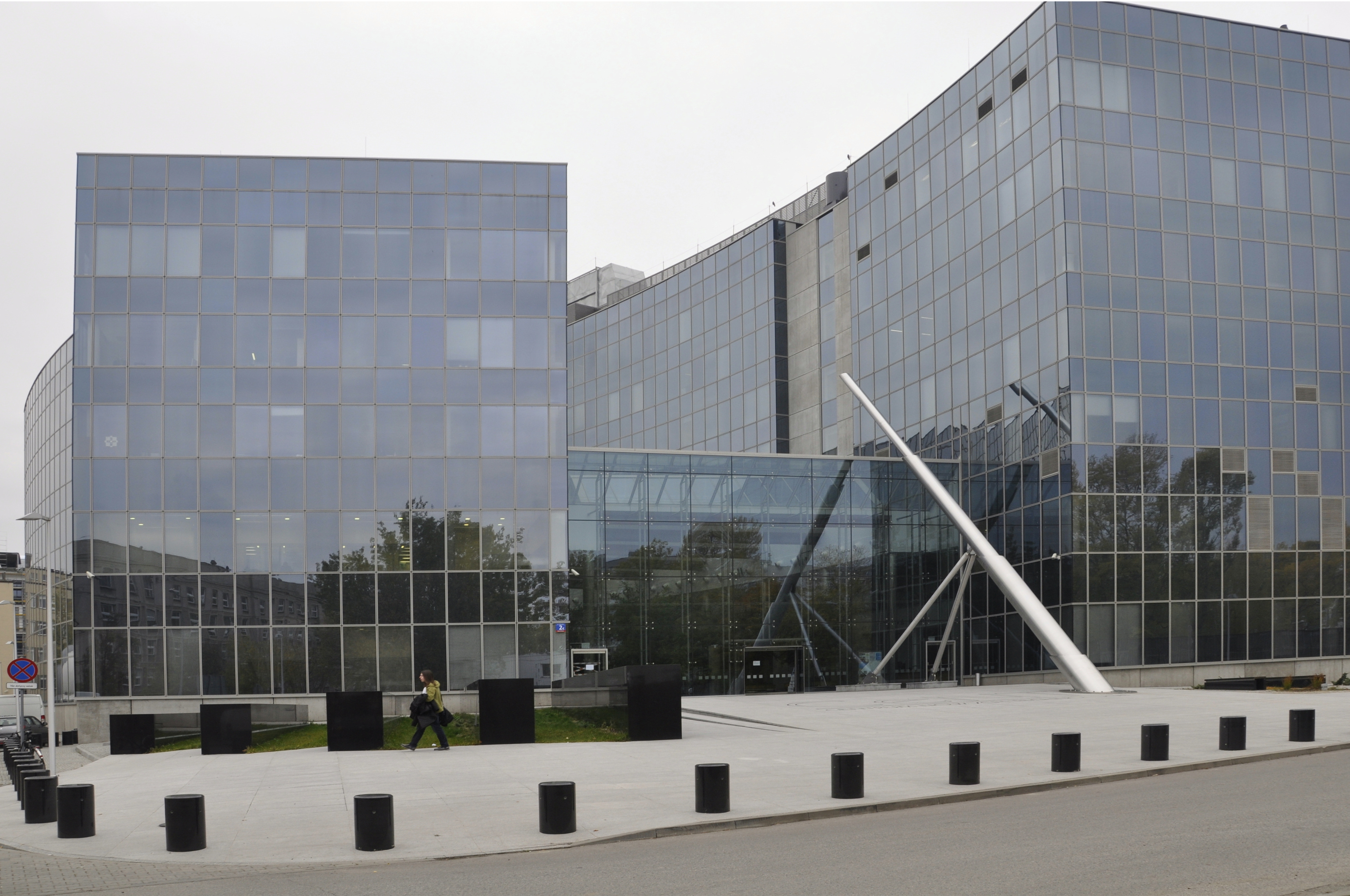
Campus Ochota - Centre de nouvelles technologies.
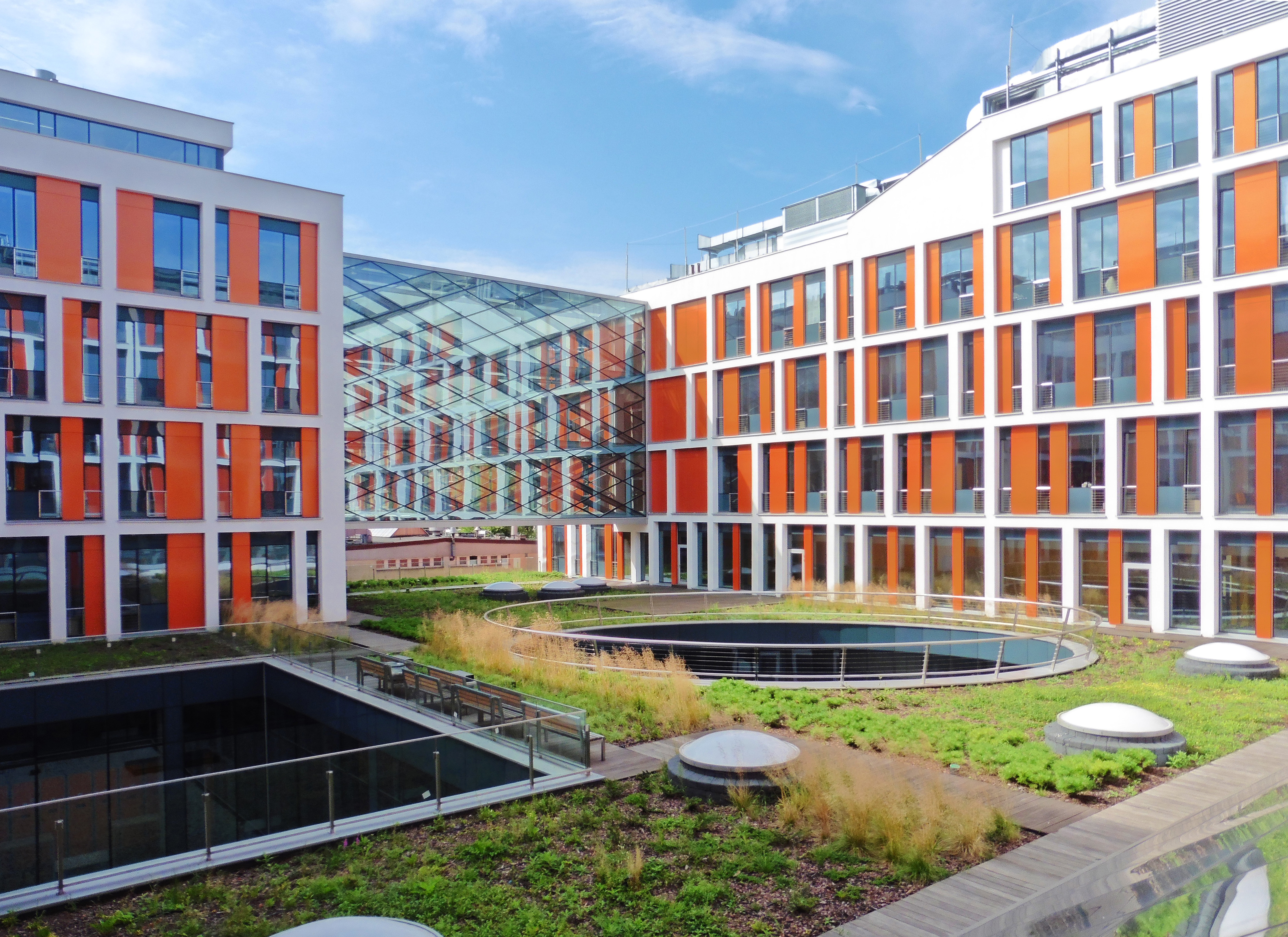
Campus Ochota - Centre Pasteur.
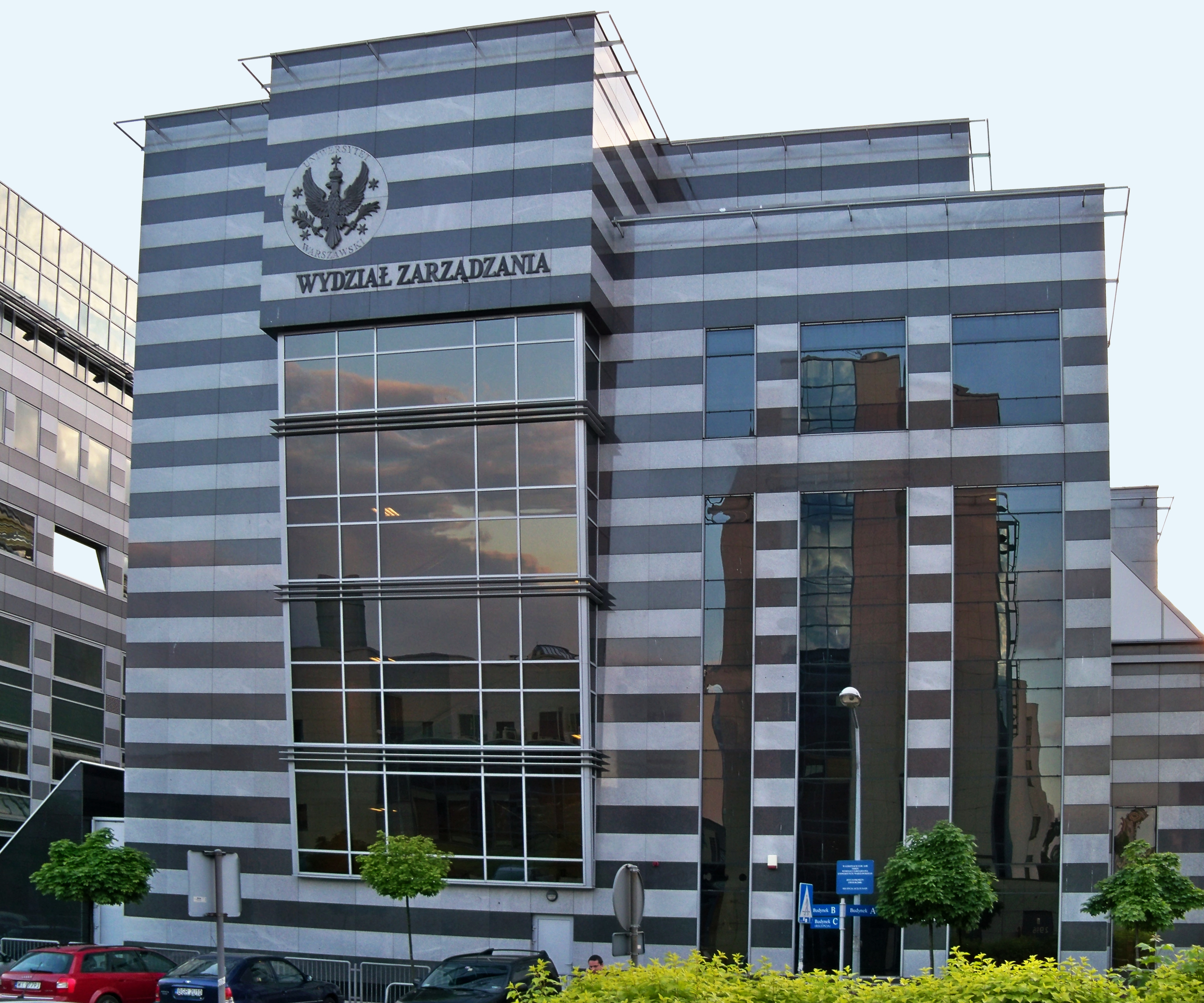
Campus Służewiec - Faculté d'administration.

## Personnalités liées à l'université

### Enseignants et chercheurs

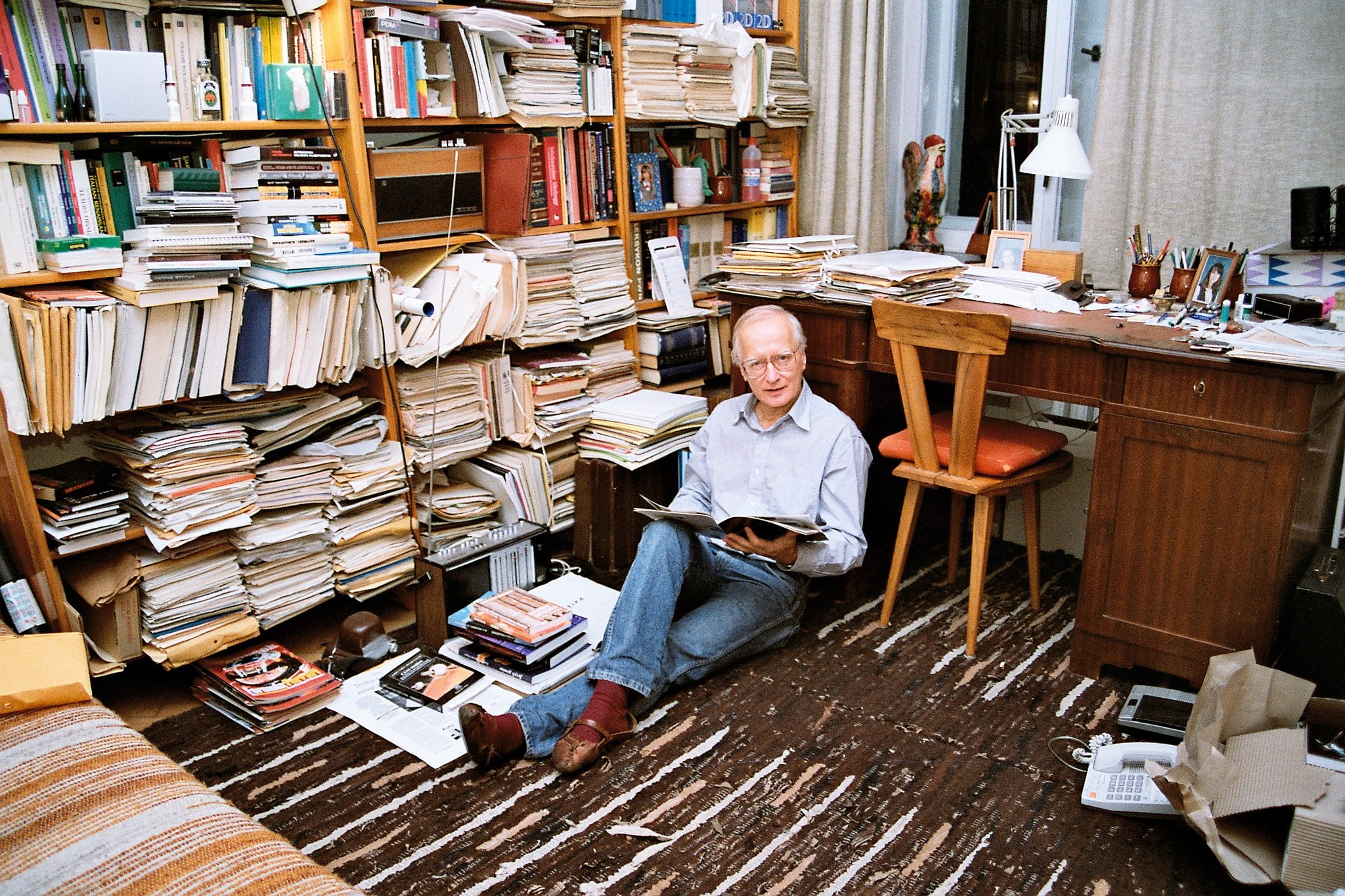
Marek Demiański, physicien polonais spécialiste de l'astrophysique relativiste, la physique théorique et la cosmologie, professeur à l'université de Varsovie. Novembre 2015.

- Kazimierz Ajdukiewicz
- Bronisław Baczko
- Czesław Białobrzeski
- Józef Bielawski
- Aleksander Gieysztor
- Maria Grzegorzewska
- Marceli Handelsman
- Maria Janion
- Feliks Paweł Jarocki
- Maria Jarymowicz
- Zofia Kielan-Jaworowska
- Leszek Kołakowski
- Tadeusz Kotarbiński
- Kazimierz Kuratowski
- Joachim Lelewel
- Jan Łukasiewicz
- Stefan Mazurkiewicz
- Kazimierz Michałowski
- Karol Modzelewski
- Otto Nikodym
- Krzysztof Pomian
- Wojciech Rubinowicz
- David Shugar
- Hélène Sparrow
- Władysław Witwicki
- Jan Zaorski
- Tadeusz Zieliński

### Étudiants
- Irena Adamowicz
- Menachem Begin
- David Ben Gourion
- Frédéric Chopin
- Jadwiga Dzido
- Elżbieta Dzikowska
- Kinga Gajewska
- Wanda Grabińska
- Leonid Hurwicz
- Aleksander Kamiński
- Lech Kaczyński
- Leszek Kołakowski
- Alpha Oumar Konaré
- Tadeusz Juliusz Kroński
- Henryka Łazowertówna
- Juliusz Machulski
- Ewa Matuszweska
- Czesław Miłosz
- Bohdan Paczyński
- Wojciech Płocharski
- Katarzyna Pełczyńska-Nałęcz
- Zdzisław Raczyński
- Józef Rotblat
- Yitzhak Shamir
- Hélène Sparrow
- Olga Malinkiewicz
- Henryk Sienkiewicz
- Andrzej Sołtan
- Olga Tokarczuk
- Julian Tuwim
- Janusz A. Zajdel
- Jan Walc
- Karyna Wierzbicka-Michalska
- Jerzy Zabczyk